# Josef z Nostic-Rienecku
Josef hrabě z Nostic-Rienecku (německy Josef Maria Hartwig Matthias Reichsgraf von Nostitz-Rieneck) (21. února 1878 Praha – 26. května 1946 Planá) byl česko-rakouský šlechtic, politik a mecenáš z rodu Nosticů. Od mládí se angažoval v politice a charitě, byl poslancem českého zemského sněmu a dědičným členem rakouské Panské sněmovny. Vlastnil několik velkostatků v Čechách (Planá, Rokytnice v Orlických horách, Horky nad Jizerou). O část majetku přišel během pozemkové reformy (Horky nad Jizerou), další statky ztratil kvůli zadlužení za druhé světové války (Rokytnice). Jeho posledním majetkem byl velkostatek Planá zestátněný v roce 1945, vzhledem ke zdravotnímu stavu ale mohl dožít na zámku v Plané, kde je také pohřben.

## Životopis

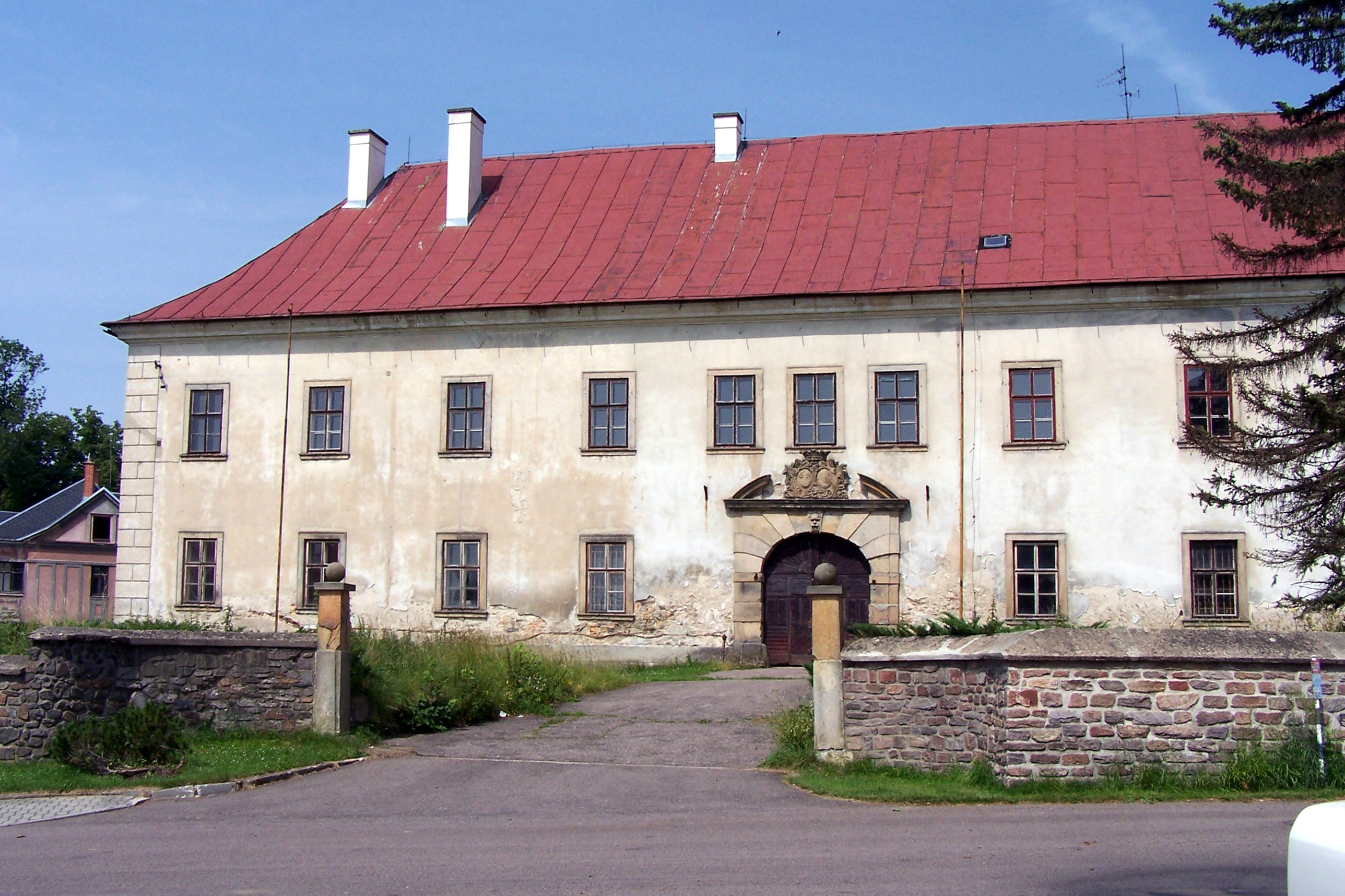
Zámek Rokytnice

Pocházel ze starého šlechtického rodu Nosticů, patřil k linii Nostic-Rieneck. Narodil se v Praze jako nejstarší syn Karla Ervína Nostice (1850–1911) a jeho manželky Marie (1853–1928), která patřila k rokytnické linii Nosticů. Josef vystudoval práva a v roce 1903 byl jmenován c. k. komořím. Poté se zapojil do veřejného života v Čechách, v letech 1908–1913 byl poslancem českého zemského sněmu, kde zastupoval Stranu konzervativního velkostatku. Po otci převzal v roce 1912 dědičné místo v rakouské Panské sněmovně. Stejně jako otec se angažoval také v charitě a v letech 1911–1939 byl předsedou kuratoria nadace Vincentina, která provozovala ústav pro nevyléčitelně nemocné na Břevnově. Za zásluhy obdržel v roce 1917 komturský kříž Řádu Františka Josefa.
V roce 1939 utrpěl mozkovou příhodu a zůstal ochrnutý na polovinu těla. I když se hlásil k německé národnosti a jeho majetek byl v roce 1945 zkonfiskován, vzhledem ke svému zdravotnímu stavu mohl dožít na zámku v Plané, kde o rok později zemřel. Byl pohřben v rodové hrobce u kostela sv. Anny v Plané, kterou nechal zřídit jeho otec.

## Majetkové a rodinné poměry

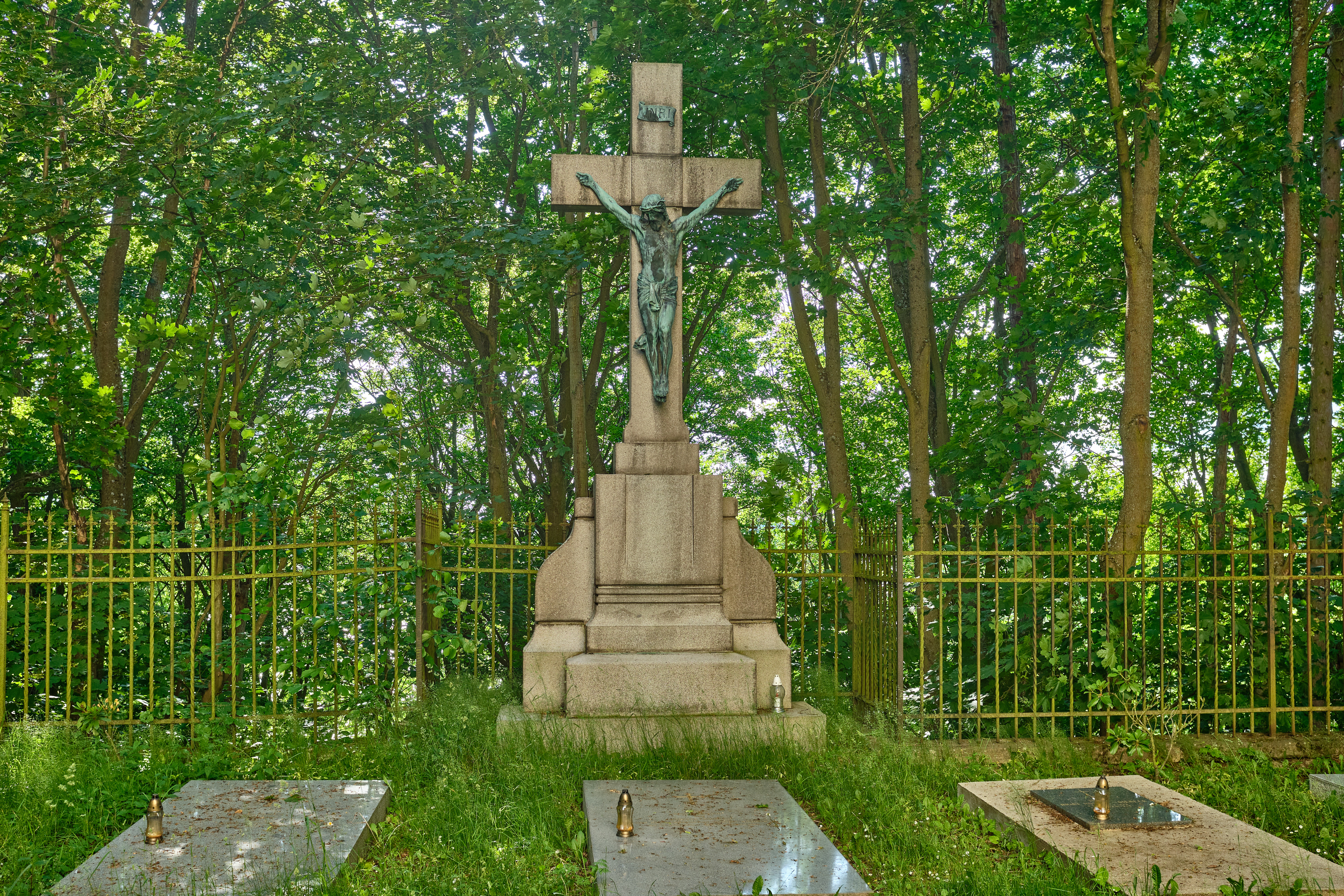
Hrobka Nosticů v Plané

Spolu s matkou se od roku 1911 podílel na správě rodového majetku, zahrnující velkostatky Planá, Rokytnice, Horky nad Jizerou a Brodce. Ke všem velkostatkům patřilo přes 7 500 hektarů půdy. Do rozlohy majetku zasáhla pozemková reforma, kdy byly zcela vyvlastněny statky Horky a Brodce. Do nosticovského majetku vstupoval stát i na dalších statcích a například v části zámku Rokytnice byla přes Josefovy protesty zřízena česká škola. V Praze rodině patřil palác v Mikulandské ulici na Novém Městě (známý též jako Schönkirchovský). Palác byl od roku 1931 částečně pronajatý pro potřeby kulturních institucí. Zadlužený velkostatek Rokytnice přešel v roce 1940 do rukou libereckého bankovního ústavu Kreditanstalt der Deutschen. Posledním sídlem rodu tak zůstal zámek v Plané, který v roce 1935 prošel stavební úpravou stírající jeho historické hodnoty z období baroka. Velkostatek Planá byl v roce 1945 zestátněn na základě Benešových dekretů.
V roce 1900 se v Praze oženil s princeznou Rosou Lobkowiczovou (1879–1957), dcerou nejvyššího maršálka Českého království knížete Jiřího Kristiána Lobkowicze (1835-1908). Rosa byla dámou Řádu hvězdového kříže. Kromě pražského paláce střídala rodina pobyty na zámcích v Plané, Rokytnici a Horkách nad Jizerou. Soukromý život lze vysledovat i na základě rodinných událostí, dvě z Josefových dětí se narodily na zámku v Horkách, k roku 1908 se jako bydliště rodiny uvádí zámek Rokytnice. a po první světové válce zámek Horky nad Jizerou. Z manželství se narodilo sedm dětí, z nich vynikl druhorozený syn Jiří (1904–1992), který byl čestným rytířem Maltézského řádu, zaměstnancem Rakouského státního archivu a v roce 1988 obdržel Řád zlatého rouna. Z rodiny se později do Československa vrátila Josefova nejstarší vnučka Mathilda (1936–2021), která se věnovala charitě a usilovala o restituci zámku v Plané.